# Wolf Alice
Wolf Alice é uma banda inglesa de rock alternativo de Londres. Foi formada em 2010 inicialmente como um duo da vocalista Ellie Rowsell e do guitarrista Joff Oddie, porém desde 2012 Wolf Alice conta com a participação do baixista Theo Ellis e do baterista Joel Amey. 
Wolf Alice fez seu primeiro show no Highbury Garage, em dezembro de 2010 abrindo para a April in the Shade, depois que Ellie Rowsell e Joff Oddie conheceram a banda no Hope & Anchor em Islington. Eles lançaram o single de estreia "Fluffy" em fevereiro de 2013, e em seguida lançaram "Bros" em maio. Eles lançaram o EP de estreia Blush em outubro, e seu acompanhamento Creature Songs em maio de 2014. Em fevereiro de 2015 a banda lançou o single principal "Giant Peach" do álbum de estreia My Love Is Cool, o qual foi lançado em junho de 2015. O álbum incluiu o single de 2014 "Moaning Lisa Smile", que alcançou a nona posição no chart da Billboard's Alternative Songs em agosto de 2015, e foi nomeado para o Grammy Award de 2016, na categoria Melhor Performance de Rock.
A banda lançou o segundo álbum de estúdio Visions of a Life em setembro de 2017. Ele estreou na segunda posição do UK Albums Chart, e recebeu aclamação universal dos críticos de música. Classificado como um dos melhores álbuns do ano por várias publicações, o álbum ganhou o Mercury Prize de 2018. A banda lançou seu terceiro álbum de estúdio Blue Weekend em junho de 2021.

## História

### 2010–2016: Formação, EPs eMy Love Is Cool
Wolf Alice foi formado em 2010 e começou como uma dupla acústica entre Ellie Rowsell e Joff Oddie. Seu nome veio do conto The Bloody Chamber de Angela Carter. Eventualmente decidindo adicionar elementos elétricos ao seu som, eles recrutaram a amiga de infância de Rowsell, Sadie Cleary, para tocar baixo e o amigo de Oddie, James DC, para ser o baterista. Eles lançaram um EP chamado Wolf Alice naquele ano, contendo três músicas: "Every Cloud", "Wednesday", e "Destroy Me".
Quando James DC quebrou o pulso em 2012, Joel Amey se juntou à banda como um baterista substituto temporário, mas depois se tornou um membro permanente. Nesse mesmo ano, Cleary saiu para se concentrar em seus estudos. Theo Ellis foi então recrutado como baixista no final de 2012. Eles lançaram a música "Leaving You" online no SoundCloud como um download gratuito e foi tocada ao vivo na BBC Radio 1 e apareceu na seção 'Radar' da NME. Depois que a música foi lançada, eles fizeram uma turnê com o Peace,  e gravaram uma sessão para o show de Huw Stephens' na Radio 1 em janeiro. Eles lançaram seu primeiro single físico da música Fluffy em fevereiro de 2013 com a gravadora Chess Club.
Wolf Alice lançou seu segundo single Bros em maio no Chess Club Records. Bros é uma das primeiras músicas que Rowsell escreveu, que a banda tocou em seus estágios iniciais, levando a uma turnê onde a banda foi apoiada por bandas como "Dressed Like Wolves" e Dead New Blood. Em outubro de 2013, Wolf Alice lançou seu primeiro EP oficial chamado Blush, que foi precedido pelo lançamento de "She".
Em dezembro de 2013, eles foram escolhidos como o artista mais "blogado" no Reino Unido naquele ano pela BBC Radio 6 Music. Em 2014, eles assinaram contrato com a Dirty Hit e lançaram seu segundo EP Creature Songs em maio. Em dezembro de 2014, a banda foi nomeada "Melhor Artista Revelação" no UK Festival Awards.
No final de fevereiro de 2015, Wolf Alice anunciou seu álbum de estreia My Love Is Cool, e lançou o primeiro single do álbum, Giant Peach. Em abril, eles lançaram uma versão reformulada do favorito dos fãs, "Bros", como o segundo single de seu álbum de estreia. Em 10 de junho, a banda compartilhou uma nova faixa, You're a Germ. My Love Is Cool foi lançado em 22 de junho, estreando na segunda posição do UK Albums Chart e recebendo críticas altamente positivas. Mais tarde naquele ano, eles lançaram You're a Germ and Freazy  como singles, bem como "Lisbon" em 2016. Mais tarde em 2016, eles foram uma das atrações da tour da banda The 1975 nos Estados Unidos. O cineasta Michael Winterbottom seguiu Wolf Alice durante a turnê de divulgação de My Love Is Cool. Ele filmou a banda e também inseriu dois atores entre eles, interpretando membros da equipe de estrada, com uma história de amor fictícia se desenvolvendo enquanto eles mudavam de show para show. O filme documentário/drama resultante, On the Road, foi lançado em outubro de 2016. De acordo com Deadspin, "No documentário, Winterbottom captura 16 shows diferentes e a vida cotidiana nos bastidores do ponto de vista de um novo membro de sua equipe."

### 2017–2020:Visions of a Life, Prêmio Mercury Prize
Em junho de 2017, Wolf Alice lançou o single primeiro Yuk Foo de seu segundo álbum de estúdio, Visions of a Life. Eles lançaram mais três singles, Don't Delete the Kisses, Beautifully Unconventional, and Heavenward, antes do lançamento de seu álbum em 28 de setembro. Em 2018, eles também lançaram Formidable Cool, Sadboy and Space & Time como singles do álbum.
A banda esteve em tour ao longo de 2018, participando das turnês de Foo Fighters na Concrete and Gold Tour e também do Queens of the Stone Age durante a Villains World Tour. Eles também participaram do show de Liam Gallagher durante o concerto Finsbury Park em 29 de junho de 2018. Em setembro de 2018, Visions of a Life ganhou o Mercury Prize de 2018.

### 2021–presente:Blue Weekend
Em 15 de fevereiro de 2021, o site da banda foi atualizado para mostrar um vídeo em loop de um olho, com o título The Last Man on Earth. Em 22 de fevereiro de 2021, a banda anunciou que seu single The Last Man on Earth seria lançado em 24 de fevereiro de 2021, e estrearia no programa da Annie Mac na BBC Radio 1. O lançamento do single foi seguido do anúncio do terceiro álbum de estúdio, Blue Weekend, o qual foi lançado em 4 de junho de 2021. O segundo single do álbum, Smile, wfoi lançado em 20 de abril de 2021.
Blue Weekend recebeu ampla aclamação da crítica e foi indicado para o Mercury Prize de 2021. No lançamento, a publicação musical The Forty-Five chamou o Blue Weekend de: "um idílio corajoso de sentimento: o som de uma banda se satisfazendo em vez de se provar, e preenchendo completamente o espaço que eles conquistaram ao longo do anos." Wolf Alice ganhou o Brit Award de 2022 na categoria de Group of The Year.

## Estilo musical e influências
Enquanto o material inicial do grupo era uma mistura de pop e folk, eles se tornaram mais orientados para o rock depois que a seção rítmica se juntou. Geralmente, o estilo musical da banda tem sido descrito como rock alternativo, indie rock, shoegaze, dream pop, folk, grunge, pop, e eletrônico. Clash descreveu a banda como "a filha do folk e do grunge". O single Fluffy fez com que a banda fosse comparada a Elastica e Hole, enquanto o lado B do single, White Leather, fez com que fosse comparada a The xx. Kitty Empire, escrevendo no The Observer, descreveu seu som como "uma linha envolvente de indie rock desequilibrado". A banda descreve a própria música como "rocky pop". The Daily Telegraph  declara o álbum de estreia de Wolf Alice, My Love Is Cool, como "feral e sofisticado" na review.
Em entrevistas, a banda citou seu gosto por The Vines, the Beatles, Siouxsie and the Banshees, Blur e Courtney Love.

## Integrantes
Formação atual

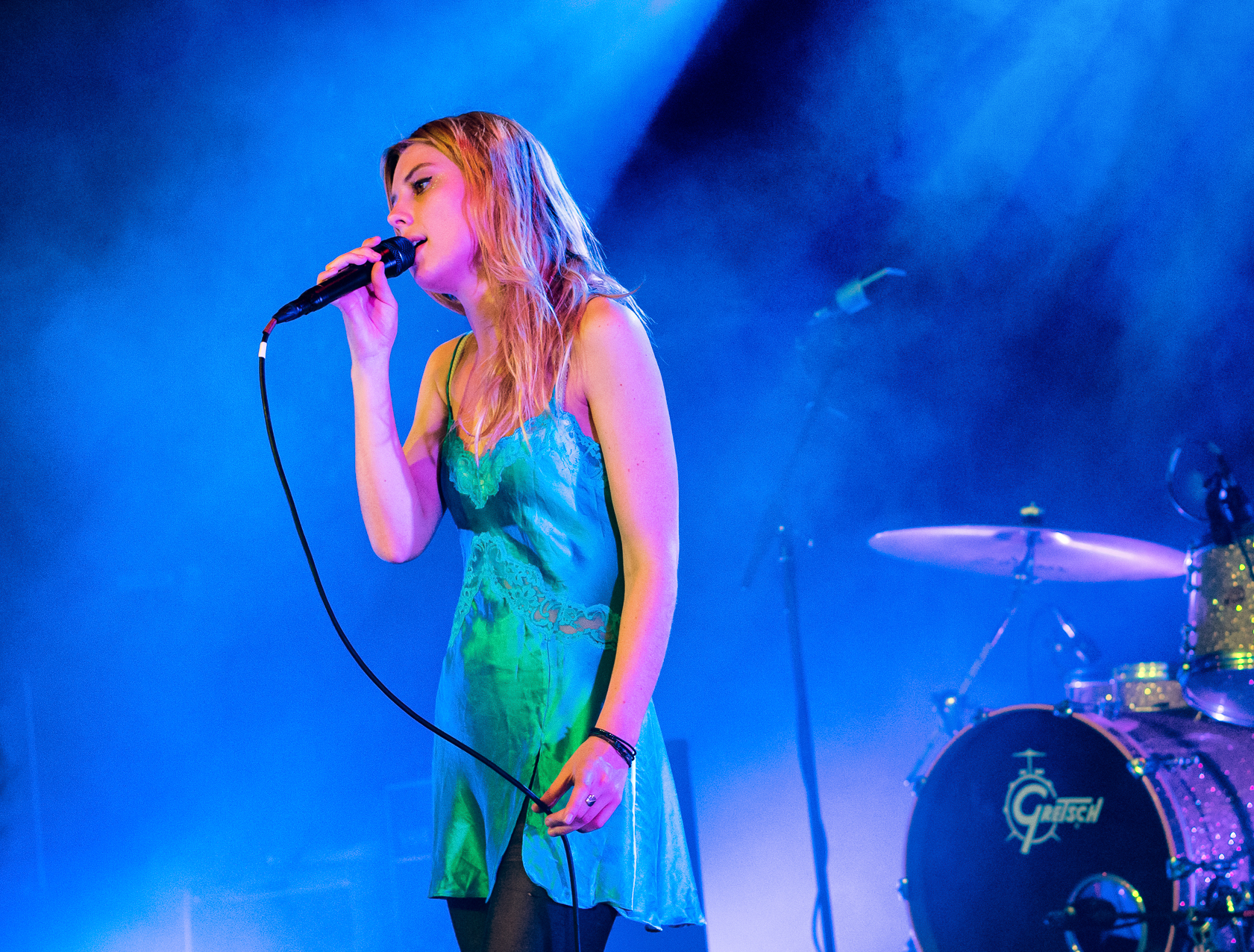
Ellie Rowsell, vocalista do Wolf Alice, performando no Cambridge Junction, 2015

- Ellie Rowsell – vocalista, guitarrista, tecladista,  sintetizadores, pianista (2010–presente)
- Joff Oddie – guitarrista, violinista, sintetizadores, backing vocals (2010–presente)
- Theo Ellis – baixista, sintetizadores, backing vocals (2012–presente)
- Joel Amey – baterista, percussionista, sintetizadores, backing vocals (2012–presente)

Integrantes de apoio durante turnês
- Ryan Malcolm – tecladista, sintetizadores, pianista, percussionista, backing vocals (2021–presente)

Ex-integrantes
- Sadie Cleary – baixista(2010–2012)
- James DC – baterista(2010–2012)

## Discografia
Álbuns de estúdio
- My Love Is Cool (2015)
- Visions of a Life (2017)
- Blue Weekend (2021)

## Prêmios e indicações
UK Festival Awards
| Ano  | Categoria                | Projeto    | Resultado | Ref.   |
| ---- | ------------------------ | ---------- | --------- | ------ |
| 2014 | Best Breakthrough Artist | Wolf Alice | Venceu    | [ 12 ] |

iTunes Store
| Ano  | Categoria            | Projeto    | Resultado | Ref.   |
| ---- | -------------------- | ---------- | --------- | ------ |
| 2015 | Best New Artist/Band | Wolf Alice | Venceu    | [ 43 ] |

Mercury Prize
| Ano  | Categoria         | Projeto           | Resultado | Ref.   |
| ---- | ----------------- | ----------------- | --------- | ------ |
| 2015 | Album of the Year | My Love Is Cool   | Indicado  | [ 44 ] |
| 2018 | Album of the Year | Visions of a Life | Venceu    | [ 45 ] |
| 2021 | Album of the Year | Blue Weekend      | Indicado  | [ 46 ] |

Brit Awards
| Ano  | Categoria                         | Projeto    | Resultado | Ref.   |
| ---- | --------------------------------- | ---------- | --------- | ------ |
| 2016 | British Breakthrough Act          | Wolf Alice | Indicado  | [ 47 ] |
| 2018 | British Group                     | Wolf Alice | Indicado  | [ 48 ] |
| 2022 | British Group                     | Wolf Alice | Venceu    | [ 49 ] |
| 2022 | Best British Alternative/Rock Act | Wolf Alice | Indicado  | [ 49 ] |

Global Awards
| Ano  | Categoria  | Projeto    | Resultado | Ref.   |
| ---- | ---------- | ---------- | --------- | ------ |
| 2018 | Best Indie | Wolf Alice | Indicado  | [ 50 ] |

Grammy Awards
| Ano  | Categoria             | Projeto            | Resultado | Ref.   |
| ---- | --------------------- | ------------------ | --------- | ------ |
| 2016 | Best Rock Performance | Moaning Lisa Smile | Indicado  | [ 51 ] |

NME Awards
| Ano  | Categoria                 | Projeto           | Resultado | Ref.   |
| ---- | ------------------------- | ----------------- | --------- | ------ |
| 2016 | Best British Band         | Wolf Alice        | Indicado  | [ 52 ] |
| 2016 | Best Live Band            | Wolf Alice        | Venceu    | [ 52 ] |
| 2016 | Best Fan Community        | Wolf Alice        | Indicado  | [ 52 ] |
| 2016 | Best Album                | My Love Is Cool   | Indicado  | [ 52 ] |
| 2016 | Best Track                | Giant Peach       | Venceu    | [ 52 ] |
| 2016 | Best Music Video          | You're a Germ     | Indicado  | [ 52 ] |
| 2017 | Best British Band         | Wolf Alice        | Indicado  | [ 53 ] |
| 2017 | Best Live Band            | Wolf Alice        | Indicado  | [ 53 ] |
| 2017 | Best Music Video          | Wolf Alice        | Indicado  | [ 53 ] |
| 2018 | Best British Band         | Wolf Alice        | Indicado  | [ 54 ] |
| 2018 | Best Album                | Visions of a Life | Indicado  | [ 54 ] |
| 2022 | Best Band in the World    | Wolf Alice        | Pendente  | [ 55 ] |
| 2022 | Best Band from the UK     | Wolf Alice        | Pendente  | [ 55 ] |
| 2022 | Best Festival Headliner   | Wolf Alice        | Pendente  | [ 55 ] |
| 2022 | Best Album in the World   | Blue Weekend      | Pendente  | [ 55 ] |
| 2022 | Best Album by a UK Artist | Blue Weekend      | Pendente  | [ 55 ] |

Ivor Novello Award
| Ano  | Categoria                         | Projeto | Resultado | Ref.   |
| ---- | --------------------------------- | ------- | --------- | ------ |
| 2016 | Best Song Musically and Lyrically | Bros    | Indicado  | [ 56 ] |

AIM Awards
| Ano  | Categoria                                      | Projeto    | Resultado | Ref.   |
| ---- | ---------------------------------------------- | ---------- | --------- | ------ |
| 2016 | Best Live Act                                  | Wolf Alice | Indicado  | [ 57 ] |
| 2016 | PPL A6ward for Most-Played Independent New Act | Wolf Alice | Indicado  | [ 57 ] |

UK Music Video Awards
| Ano  | Categoria                  | Projeto                 | Resultado | Ref.   |
| ---- | -------------------------- | ----------------------- | --------- | ------ |
| 2015 | Best Live Music Coverage   | Wolf Alice Vevo Lift UK | Indicado  | [ 58 ] |
| 2018 | Best Rock Video - Newcomer | Space and Time          | Indicado  | [ 59 ] |
| 2019 | Best Live Video            | Visions of a Life       | Indicado  | [ 60 ] |